# Pristimantis achupalla
Pristimantis achupalla — вид жаб родини Strabomantidae. Описаний у 2021 році.

## Назва
Видова назва achupalla походить зі слова з мови кечуа, яке використовується для позначення бромелій. Назва вказує на мікросередовище проживання виду у бромеліях.

## Поширення
Ендемік Перу. Поширений у провінції Карабая в регіоні Пуно на південному сході країни у верхньому басейні річки Інамбарі.

## Опис
Тіло завдовжки 10,0–12,8 мм. Вид характеризується морщинистою шкірою на спині та боках, зелено-коричневого кольору, характерними лопатковими складками, загостреним профілем морди, верхньою повікою з двома або трьома субконічними горбками та деякими округлими горбками, ростральним сосочком, боками від світло-коричневого до коричневого кольору, з неправильними темно-коричневими плямами.